# Scuola di Sant'Eustachio (Venise)
La Scuola di Sant'Eustachio  abritait l’école de dévotion et de charité de l’art des tiraoro et battioro de Venise. Elle est située sur le Campo San Stae dans le sestiere de Santa Croce.

## Historique

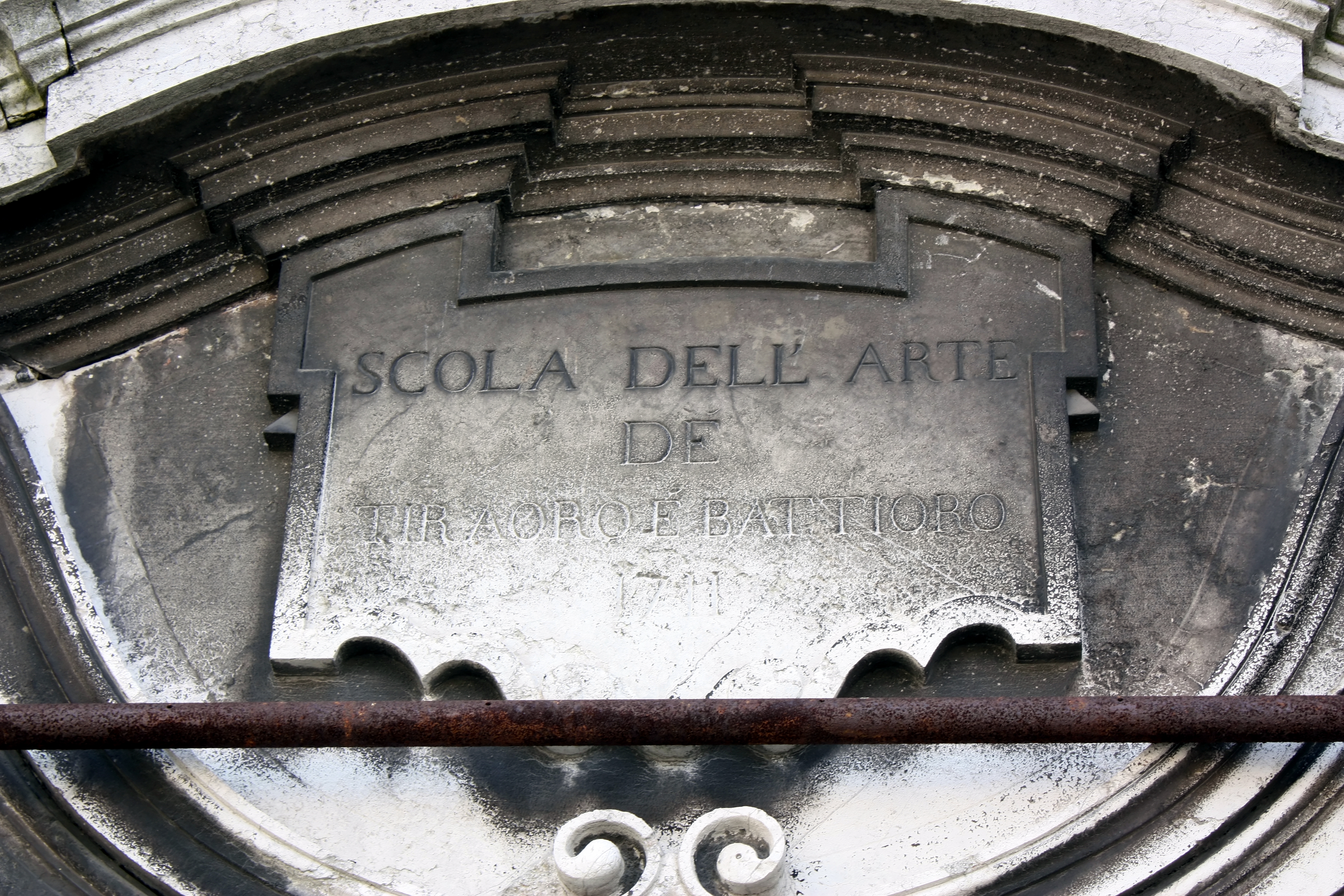
Fronton de la scuola

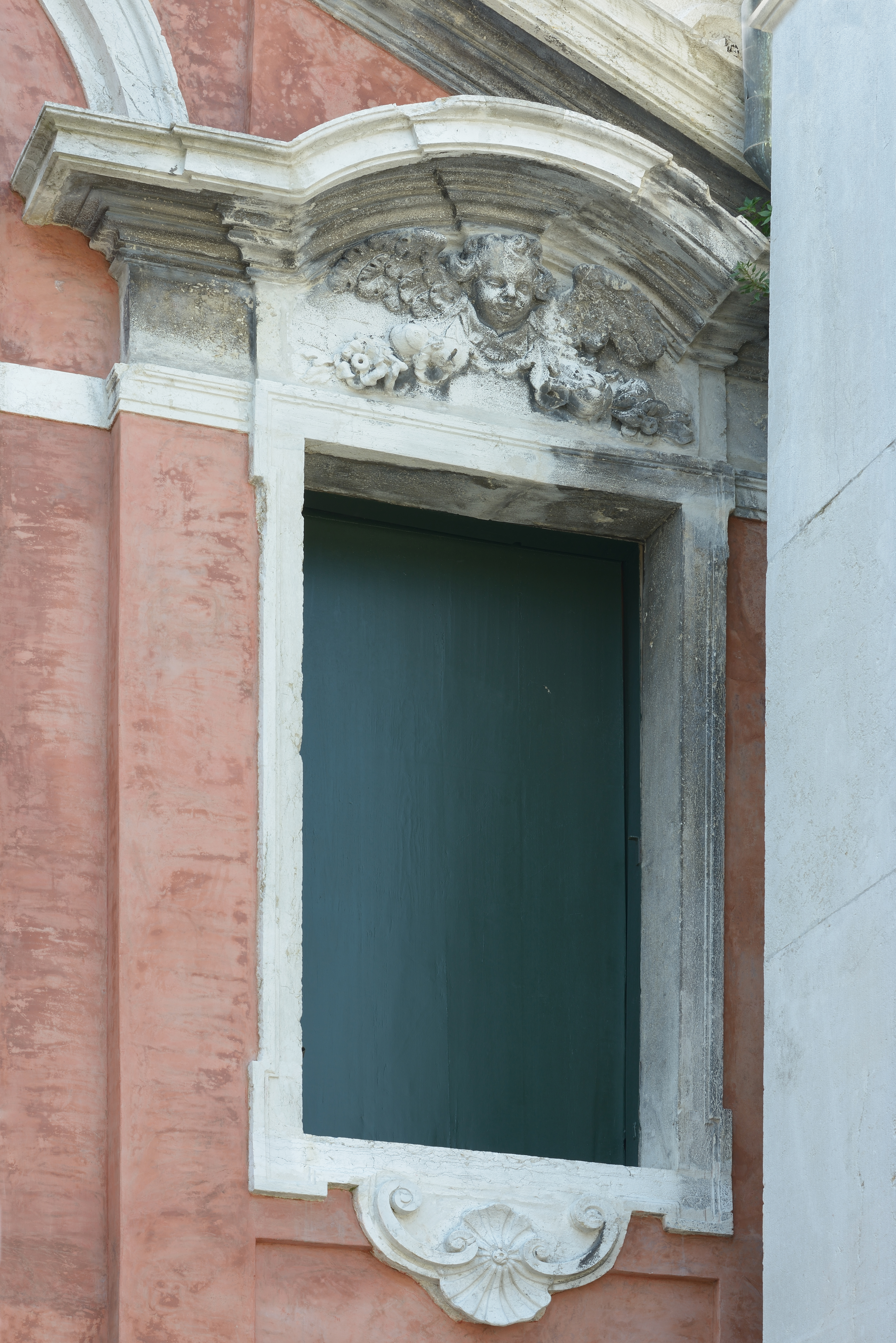
Détail d'une fenêtre de la scuola

En 1700, la confrérie des tiraoro et des battioro s'est installée dans l'Église San Stae sur le Rio di San Stae. Au-dessus de la porte d'entrée du bâtiment, on peut voir l'inscription indiquant la présence de l'école.

## L'Art des battioro, tiraoro et filaoro
Les battioro (ou battilòro en italien, batteur d'or) étaient les artisans qui travaillaient les métaux précieux pour en faire des feuilles très fines. Les filaoro (fileur d'or) préparaient les fils de métal précieux et les tiraoro (ou tiralòro, tireur d'or) les étiraient. Ces fils étaient utilisés pour la broderie et pour la décoration de vêtements.
En 1773, la confrérie entière comptait environ 400 personnes et 46 boutiques-ateliers.